# Szkoła wywiadowcza Abwehry w Valdze
Szkoła wywiadowcza Abwehry w Valdze – niemiecki ośrodek wywiadowczy Abwehry podczas II wojny światowej
Ośrodek utworzono w łotewskiej miejscowości Valga we wrześniu 1941 r. przez Abwehrkommando-104. Początkowo występował pod nazwą Rosyjska Kolonia. Na zewnątrz był przedstawiany jako szkoła przygotowawcza dla sił policyjnych przeznaczonych dla okupowanych terenów ZSRR. Na jego czele stanął ppłk von Riese. Ośrodek dzielił się na 2 kursy: wywiadowców i radiowców. Początkowo werbunek prowadzono wśród przedstawicieli białych emigrantów rosyjskich, głównie mieszkających na ziemiach polskich. Zajmował się tym sekretarz warszawskiego oddziału Rosyjskiej Partii Faszystowskiej Bondariewski.
W kwietniu 1942 r. kurs radiowców przeniesiono do miejscowości Biełoje Oziero w rejonie Rygi. W sierpniu tego roku w Strenči powstała filia szkoły, dokąd z Biełogo Oziera przeniesiono kursantów-radiowców. Przeniesiono tam również komendanturę szkoły z Valgi z większą częścią kadry i kursantów-wywiadowców. Werbunek rozpoczęto prowadzić przede wszystkim spośród sowieckich jeńców wojennych z obozów rozmieszczonych w okupowanej Łotwie, a także żołnierzy oddziałów kolaboranckich. Początkowo przebywali oni w obozie filtracyjnym w Rydze, gdzie poddawano ich intensywnej indoktrynacji antysowieckiej i prowadzono wstępne szkolenie strzeleckie.
Później byli przenoszeni do szkoły w Strenči lub jej oddziału w Valdze. Jednocześnie szkolono do 150 osób. Okres szkolenia trwał 2-3 miesiące. Kursanci oprócz zasadniczego szkolenia mieli też zajęcia ze śpiewu rosyjskich pieśni ludowych. Ponadto chodzili na msze do pobliskiej cerkwi. Wyszkoleni agenci byli przenoszeni do obozu końcowego w Valdze, po czym przerzucano ich przez linię frontu na tyły Armii Czerwonej. Zajmowało się tym Abwehrkommando-104, zaś od lutego 1944 r. Abwehrgruppe-111 i Abwehrgruppe-112. W lipcu 1943 r. ośrodek otrzymał nazwę Szkoły ROA. W związku z tym w skład niemieckiej kadry szkoleniowej włączono wykładowców z Rosyjskiej Armii Wyzwoleńczej. W listopadzie szkołę połączono i przeniesiono do wsi Adazi w okolicy Biełogo Oziera, zaś w marcu 1944 r. do Możejek na Litwie. Obóz końcowy został umieszczony we wsi Carnikava w rejonie Rygi. Ze względu na ofensywę Armii Czerwonej szkoła trafiła we wrześniu 1944 r. do Bałgi w Prusach Wschodnich. W październiku została rozwiązana. Kursantów skierowano do wsi Weigelsdorf na Dolnym Śląsku, gdzie kontynuowali szkolenie.